# Janez Čebulj
Janez Čebulj (* 11. listopad 1957) je slovinský právník a bývalý předseda Ústavního soudu Republiky Slovinsko.

## Životopis
Narodil se v Lublani, kde absolvoval základní školu i gymnázium. Po maturitě v roce 1976 nastoupil na Právnickou fakultu Univerzity v Lublani, kterou dokončil v roce 1981 na katedře správního práva.
Následně – v letech 1986 až 1992 – působil na Institutu veřejné správy při Právnické fakultě v Lublani. V roce 1989 získal titul magistra a dizertaci pak 18. listopadu 1991. Profesuru obdržel 7. října 2003.
V letech 1993 až 1998 byl tajemníkem Ústavního soudu. Od 31. října 1998 do 27. března 2008 byl soudcem Ústavního soudu RS, od 11. listopadu 2001 byl jeho místopředsedou a v období od 11. listopadu 2004 do 10. listopadu 2007 pak předsedou.
Čebulj je autorem více než osmdesáti monografií z oblasti ústavního a správního práva. Je spoluautorem Komentáře ke slovinské ústavě.